# Sencsou–7
A Sencsou–7 (神舟七号) a Sencsou-program és Kína harmadik emberes űrrepülése. A repülés során hajtották végre az első, félórásra tervezett kínai űrsétát. A Sencsou űrhajó orbitális egységét használták légzsilipnek. Az indítás előtt egy héttel már jegyeket is lehetett kapni az eseményre, mintegy 380 000 forintnak megfelelő összegért. Egy kisebb bakinak köszönhetően az Új Kína hírügynökség honlapjára már a start előtt felkerült egy, az űrhajósok beszélgetését is tartalmazó szöveg.

## Küldetés
A fő feladat egy űrséta végrehajtása, amit az egyik űrhajós hajt végre. Tervezett időtartama mintegy 30 perc. Az út során kipróbálják a kínai „űrhajós vécét” is (a korábbi kínai űrhajósok még pelenkát használtak).

## Repülés
2008. szeptember 25-én délután, a Jiuquan űrközpontból (Gansu tartomány), helyi idő szerint 21 óra 10 perckor (magyar idő szerint 15 óra 10 perckor) fölbocsátották Sencsou–7 (神舟七号) kínai űrhajót 3 űrhajóssal. A küldetés három űrhajósa (tajkonautája): Zhai Zhigang (Csaj Cse-kang), Jing Haipeng (Csing Haj-peng) és Liu Boming (Liu Po-ming). (Az első szóalak a hivatalos, angol névátírás, a második a magyaros átírás szóalakja.)
Pénteken az űrhajó alacsony Föld körüli körpályára állt (343 km-es földfelszíni távolságban), majd megkezdték az űrséta előkészületeit. Két orosz és egy kínai űrruhát vittek föl magukkal. Mindegyik tömege 120 kg. Szombaton kicsomagolási műveleteket végeztek velük, majd fölpróbálták őket. Az első kínai űrsétára 2008. szeptember 27-én, magyar idő szerint 10 óra 30 perckor került sor. Az űrhajón kívüli tartózkodást 20 percre tervezték.
A Sencsou–7 űrhajó a tervek szerint 2008. szeptember 28-án, vasárnap tért vissza a Földre.

## Űrséta
Kína első űrsétája a tervezett időben sikeresen megvalósult. Két űrhajós készült fel az űrhajóból való kilépésre: Csaj Cse-kang és Liu Po-ming. Tartósan Csaj Cse-kang lépett ki a világűrbe, a kínai Feitian szkafanderben, míg Liu Po-ming, aki egy orosz Orlan szkafandert viselt, csak rövid időre, a zsilipkamraként használt orbitális kabinból segítette.  Csaj Cse-kang kínai zászlót tartva üdvözlő szavakat mondott, köszöntötte az emberiséget.
Az űrsétához szükséges, „Feitian” nevű űrruha kínai kivitelezésű (Feitian egy legendás buddhista istennő neve, aki birtokában volt a repülés képességének). Kivitelezése 4,4 millió USD-be került. Az űrséta során kívül elhelyezett, összesen 3 kg-nyi mintát hoztak vissza az űrhajóba, egy kicsiny megfigyelő műholdat, mely az űrrepülés után az orbitális kabin közelében maradt, és a küldetés befejezése utáni századik napon még üzemelt, és a Tianlian-I nevű adattovábbító műholdat bocsátottak pályára.

## Lásd még
- Sencsou-program

## Külső hivatkozások

### Magyar oldalak
- Űrsétát tett a kínai űrhajós

### Külföldi oldalak
- A fölbocsátás híre a Window of China honlapján
- Film a fölbocsátásról
- Összefoglaló angol nyelven
- A Spacedaily jelentése az űrrepülésről pénteken
- Az űrruhák kicsomagolása, előkészületek az űrsétára
- Fényképek az űrsétáról a kínai Xinhuanet-ről